# Club Deportivo El Nacional
Il Club Deportivo El Nacional è una società calcistica di Quito, in Ecuador. Il Nacional deve il suo nome all'esercito ecuadoriano e perché solo calciatori ecuadoriani possono giocare per la squadra.

## Storia
L'El Nacional è una delle squadre che hanno vinto più campionati nazionali (13). Tra i giocatori più famosi che hanno militato nel club ci sono Ángel Fernández, Agustín Delgado, Eduardo Hurtado e Luis Antonio Valencia.

## Rivalità
I rivali principali del club sono la Sociedad Deportiva Aucas, la LDU Quito e la Sociedad Deportivo Quito.

## Palmarès

### Competizioni nazionali
- Campionato ecuadoriano: 13

1967, 1973, 1976, 1977, 1978, 1982, 1983, 1984, 1986, 1992, 1996, 2005 (Clausura), 2006
- Copa Ecuador: 2

1970, 2024
- Serie B: 2

1979, 2022

### Altri piazzamenti
- Campionato ecuadoriano:

Secondo posto: 1964, 1972, 1974, 1975, 1994, 1999, 2000, 2001, 2002, Apertura 2006
Terzo posto: 1971, 1981, 1991, 1993, 1995, 2003, 2011, 2016
- Supercoppa ecuadoriana:

Finalista: 2025
- Coppa Libertadores:

Semifinalista: 1985
- Coppa CONMEBOL:

Semifinalista: 1992
- Coppa Merconorte:

Semifinalista: 1998
- Copa Ganadores de Copa:

Finalista: 1970

## Organico 2011-2012

### Rosa
| N. |                    | Ruolo | Calciatore            |
| -- | ------------------ | ----- | --------------------- |
| 1  | Ecuador (bandiera) | P     | Rixon Corozo          |
| 2  | Ecuador (bandiera) | D     | Carlos Ernesto Castro |
| 3  | Ecuador (bandiera) | D     | Pavel Caicedo         |
| 4  | Ecuador (bandiera) | D     | Javier Chila          |
| 5  | Ecuador (bandiera) | C     | Jefferson Villacís    |
| 6  | Ecuador (bandiera) | C     | Flavio Caicedo        |
| 7  | Ecuador (bandiera) | A     | Cristian Suárez       |
| 8  | Ecuador (bandiera) | C     | Wellington Sánchez    |
| 9  | Ecuador (bandiera) | A     | Edmundo Zura          |
| 10 | Ecuador (bandiera) | C     | Michael Quiñónez      |
| 11 | Ecuador (bandiera) | A     | Carlos Tenorio        |
| 13 | Ecuador (bandiera) | A     | Edison Preciado       |
| 14 | Ecuador (bandiera) | C     | Marwin Pita           |
| 15 | Ecuador (bandiera) | D     | Johan Gómez           |
| 16 | Ecuador (bandiera) | A     | Jose Madrid           |

| N. |                    | Ruolo | Calciatore       |
| -- | ------------------ | ----- | ---------------- |
| 17 | Ecuador (bandiera) | D     | Ricardo López    |
| 18 | Ecuador (bandiera) | C     | Fabricio Guevara |
| 19 | Ecuador (bandiera) | D     | Erick De Jesús   |
| 22 | Ecuador (bandiera) | P     | Danny Cabezas    |
| 25 | Ecuador (bandiera) | A     | Ronald Campos    |
| 28 | Ecuador (bandiera) | P     | Rorys Aragón     |
| 50 | Ecuador (bandiera) | D     | César Villacís   |
| 52 | Ecuador (bandiera) | C     | Edson Montaño    |
| 53 | Ecuador (bandiera) | D     | Juan Anagonó     |
| 54 | Ecuador (bandiera) | C     | Miguel Mesías    |
| 55 | Ecuador (bandiera) | A     | Elvis Patta      |
| 56 | Ecuador (bandiera) | A     | Marlon De Jesús  |
| 57 | Ecuador (bandiera) | A     | Paúl Minda       |
|    | Ecuador (bandiera) | D     | John Narváez     |